# Quentin Sanzo
Quentin Sanzo, född 30 juni 2002, är en liechtensteinsk bobåkare.
Sanzo tog brons i monobob vid olympiska vinterspelen för ungdomar 2020 i Lausanne.